# أرغفان ساليس
أرغفان ساليس (بالإنجليزية: Arghavan Salles) (مواليد 1980) هي جراحة السمنة الأمريكية الإيرانية. وباحثة مقيمة في البرامج والخدمات التعليمية في كلية الطب بجامعة ستانفورد. تركزت أبحاثها على المساواة بين الجنسين والرفاهية والتحديات التي تواجهها المرأة في مكان العمل. تعمل كمدافعة عن الإنصاف والاندماج وكناشط ضد التحرش الجنسي. وهي متحدثة دوليا للدعم المهنيين الصحيين خلال تفشي COVID-19 من خلال وسائل التواصل الاجتماعي.

## النشأة والتعليم
ولدت ساليس في إيران. في عام 1985، عندما كانت في الخامسة من عمرها، هاجرت إلى الولايات المتحدة مع والدتها. أصبحت مواطنة أمريكية عندما كان عمرها 21 عامًا. أثناء وجوده في المدرسة الثانوية، أحبت ساليس الرياضيات. 
في عام 2002، حصلت ساليس على درجة البكالوريوس في الهندسة الطبية الحيوية وبكالوريوس في اللغة الفرنسية من جامعة جنوب كاليفورنيا.   في عام 2006، تلقت MD من كلية الطب بجامعة ستانفورد. حصلت على إقامة في الجراحة العامة من كلية الطب بجامعة ستانفورد من 2006 إلى 2015. في عام 2014، أكملت ساليس علم النفس الاجتماعي لدرجة الدكتوراه من جامعة ستانفورد، وبعد ذلك أنهت آخر عامين من إقامتها الجراحية، لتصبح جراحًة معتمدة من المجلس في عام 2016. بعد الانتهاء من إقامتها ودرجة الدكتوراه في عام 2016، أكملت تدريبها لمدة عام كامل في الجراحة طفيفة التوغل في كلية الطب بجامعة واشنطن في سانت لويس.

## مسار مهني مسار وظيفي
بينما كانت رئيسة مقيمة الجراحة العامة في ستانفورد،  خريجة برنامج الجراحة أخذت حياتها بعد 6 أشهر فقط من التخرج. قالت ساليس أن هذا الحدث أثر بشكل كبير على ساليز وزملائها وحفزهم على إجراء تغييرات وتثقيف المجتمع بشأن الإرهاق والاكتئاب والرفاهية في الطب. في عام 2011، أنشأت ساليس وأستاذ الجراحة في ستانفورد في ذلك الوقت، الدكتور رالف غريكو، برنامج «التوازن في الحياة» للمقيمين بالجراحة. تضمن هذا البرنامج جلسة علاج نفسي أسبوعية، وإقران معلم وموجه بين كبار السن وصغار السكان، ودعم المقيمين في بحثهم للعثور على أطباء وأطباء أسنان خاصين بهم لتلبية الاحتياجات الطبية. أنشأ غريكو وساليس أحد أكثر برامج العافية للجراحة المقيمين ابتكارية وتقدمية في البلاد في ذلك الوقت، مما يؤكد على الحاجة إلى وجود برامج مثل هذه. منذ ذلك الحين، حاول مجلس الاعتماد للتعليم الطبي العالي (ACGME) تصميم برنامج صحي على مستوى الدولة بعد أن ساعد برنامج ساليس في الحياة في ستاندفورد.
بالإضافة إلى قضايا عبء الصحة العقلية بسبب الإرهاق، بدأت ساليس أيضًا في رؤية أدلة واضحة على عدم المساواة والتحيز والتحرش بين الجنسين في الطب، خاصة في الجراحة.  جعلت هذه الملاحظات سؤالها المجتمع الجدارة التي اعتقدت ذات مرة أنها موجودة في مجالها. دفعتها هذه التجارب إلى أخذ قسطًا من الراحة من إقامتها للحصول على درجة الدكتوراه في التعليم.
من سبتمبر 2016 إلى يونيو 2019، في نفس الوقت كانت تكمل زمالة في كلية الطب بجامعة واشنطن، كانت ساليس أستاذة مساعدة في قسم الجراحة في جامعة واشنطن، حيث أجرى مختبرها بحثًا عن التحيز وعدم المساواة بين الجنسين في الطب.
كجزء من هذا التدريس، في عام 2017 طورت ساليس موردًا صحيًا عبر الإنترنت لسكان جامعة واشنطن قدم المشورة، وخطوط الأزمات، ومعلومات حول كيفية التعامل مع أحداث الحياة السلبية. ظهرت جهودها في التقرير السنوي للجراحة لعام 2017.
في عام 2018، أصبحت ساليس عضوًا مؤسسًا في Time's Up Healthcare ، وهي جزء من مبادرة حركة تايمز آب التي تدعم العمل «الآمن والعادل والكريم» للنساء في جميع أنحاء العالم وتساعد على منع الاعتداء الجنسي والتمييز القائم على الجنس في مكان العمل.  في نفس العام، في عام 2018، ساعدت ساليس، إلى جانب 5 متدربات طبيات أخريات في جامعة واشنطن، في بدء 500 امرأة في الطب، وهو قمر صناعي يضم 500 عالمة.  500 تعمل النساء في الطب لجعل الطب أكثر شمولاً ويعكس التنوع الحقيقي للمجتمع من أجل تلبية احتياجات الرعاية الصحية للسكان على أفضل وجه.
أكملت ساليس زميلتها في عام 2019، لتصبح طبيبة معتمدة من مجلس طب السمنة، وتم تجنيدها مرة أخرى في ستانفورد لشغل منصب في البرامج والخدمات التعليمية في كلية الطب. بصفتها باحثة في الإقامة، تخصص ساليس في أبحاث التعليم الطبي.  تركز بحثها الآن على تمثيل المرأة في المؤتمرات الجراحية، والتحيز الضمني والجنسي في الرعاية الصحية وتقييمات الأداء، وكذلك كيفية الحفاظ على صحة ورفاهية الأطباء والمتدربين الطبيين. بما أن ساليس هي أيضًا جراحة في علاج البدانة، فإنها تدافع أيضًا عن التحيز في الوزن وتسلط الضوء على تأثيره السلبي على حياة الأفراد الذين يعانون من السمنة.
خلال وباء COVID-19 ، كان ساليس صوت دعم وراحة لمهن الرعاية الصحية من خلال تويتر. تقول أن اللياقة البدنية، في هذه الحالة من خلال اليوغا، تساعد الناس على استعادة الشعور بالسيطرة في حالة عدم اليقين من COVID-19 ، وعلى هذا النحو فقد خلقت تحديات اللياقة البدنية، ودروس اليوغا الأسبوعية المجانية، ومقاطع الفيديو اليومية على Twitter وInstagram للانخراط أتباعها وجمع مجتمع داعم.
خلال دكتوراه علمت ساليس لأول مرة عن تهديد الصورة النمطية.  هذا لم يشكل فقط عمل أطروحتها ولكن وجه مسارها الوظيفي أيضًا.  بدأت ساليس في إدراك الطرق التي قد يؤثر بها تهديد الصورة النمطية عليها وعلى نظيراتها في تقييماتهم أثناء إقامتها الجراحية. مهتمة في استكشاف التحيز بين الجنسين في الجراحة، ركزت أبحاث أطروحة ساليس على الصور النمطية السلبية عن النساء في الجراحة وكيف تؤثر على تدريب النساء ليصبحن جراحات.
بسبب التحيزات الجندرية القوية في المجتمع، يحمل جميع المرضى والأقران الطبيين مفاهيم خاطئة قوية مفادها أن النساء ليسوا كجراحين أكفاء مثل الرجال.  ويتجلى ذلك في «لغز الجراح» القديم الذي يكشف النقاب عن الصور النمطية القوية في الطب بحيث أن غالبية السكان يربطون الجراحين بكونهم من الذكور أكثر سهولة من كونهم من الإناث. هذه الصور النمطية التي يحملها المجتمع، حول كون النساء جراحات أقل كفاءة من الرجال، تؤدي إلى ظاهرة تسمى تهديد الصورة النمطية التي استكشفتها ساليس في عملها. وافترضت أن تهديد الصورة النمطية، والخوف من تأكيد الصورة النمطية السلبية عن مجموعة تلك، يسبب زيادة الضغط لدى النساء ويؤدي إلى انخفاض الأداء في الإقامة الجراحية. اختبرت ساليس هذه الفرضية من خلال تطبيق طرق لمكافحة الإجهاد والتهديد النمطي من خلال تأكيدات القيمة.
وشهدت ساليس زيادة في أداء الجراحين اللواتي قامن بتمارين تأكيد القيمة مقارنةً بالذين لم يقمن بذلك، مما يشير إلى أن التدخلات منخفضة التكلفة التي تستهدف الرفاه الاجتماعي النفسي يمكن أن تحسن أداء الإناث المقيمات.  كما أظهرت ساليس في وقت لاحق أن الجراحين الذين لديهم تصور أعلى للصور النمطية لديهم صحة نفسية أسوأ. من المثير للدهشة أن هذا الارتباط كان مهمًا فقط للجراحين الإناث وليس الجراحين الذكور أو غير الجراحين، مما يؤكد أيضًا وجود تهديد الصورة النمطية في الجراحين الإناث وأهمية معالجة الآثار النفسية السلبية التي تواجهها المرأة من أجل تسوية الملعب.
واصلت ساليس وزملاؤها بحثها حول التحيز الجنسي في جامعة واشنطن، واستكشفت التحيز الجنسي في التقييمات السريرية للمقيمين الجراحيين. أظهرت نتائجهم، التي نشرت في المجلة الأمريكية للجراحة في عام 2018، أن التقييمات تظهر اختلافات بين الجنسين وأن النغمات الإجمالية لتقييمات الرجال كانت أكثر إيجابية وتضمنت كلمات بارزة أكثر من النساء. تسلط هذه النتائج الضوء على الأثر الشديد للتحيز على إمكانية النجاح الوظيفي في الجراحة.
مهتمة في مدى وجود التحيز بين الجنسين في الجراحة، استخدمت ساليس وزملاؤها اختبار الارتباط الضمني (IAT) لتقييم التحيزات الضمنية في المجال الطبي. ووجدوا أن المستجيبين ربطوا الرجال بالعمل والجراحة بينما ربطوا النساء بطب الأسرة والأسرة. هذه النتائج هي خطوة حاسمة لأنها تثير الوعي بالتحيز الجنساني الموجود في الطب، حتى عام 2018، ونأمل أن يؤدي هذا الوعي إلى جهود واعية وكذلك تدخلات لتحسين المناخ الطبي الحالي وجعله نحو المساواة.
إحدى الطرق التي اكتشفتها ساليس وطلابها لمعالجة عدم المساواة في الطب، هي إنشاء شبكات للأطباء والمتدربات بالإضافة إلى زيادة ظهورهم. إن تسليط الضوء على إنجازات النساء في الطب وضمان مجتمع داعم من الزميلات الطبيبات هو بالضبط ما سعت ساليس وزملاؤها إلى القيام به من خلال إنشاء 500 امرأة في الطب في عام 2018. وقد نما هذا المجتمع منذ ذلك الحين وهو موجود كدعم للمرأة ومنصة لإحداث تغيير إيجابي.
استكشفت ساليس أيضًا جوانب مختلفة لكيفية تأثير الرفاهية على الاحتفاظ بالسكان في التقدم نحو وظائف في الجراحة. في عام 2018، ووجدت أن مشاعر الانتماء الاجتماعي كانت مرتبطة بشكل إيجابي بالرفاهية وارتباطًا سلبيًا بأفكار ترك الجراحة. ثم استكشفت كيف أثرت الكفاءة الذاتية العامة على الاحتفاظ في التخصصات الجراحية ووجدت أن الكفاءة الذاتية كانت مؤشرا قويا على الرفاهية، مما يمنع احتراق الطبيب ويحسن الاحتفاظ في المجال الطبي.
- 2018: صندوق Joan F. Giambalvo للنهوض بالمرأة - منحة لدراسة التحيز الجنساني في الطب [12]
- 2019: قمة المرأة في الطب، جائزة #tandWithHer الجديرة بالشرف [3]
- 2019: جمعية المرأة الطبية الأمريكية، جائزة الموجه الاستثنائي
- 2019: جمعية الجراحين الأمريكيين الآسيويين، أستاذ زائر
- 2020: جائزة ABIM لأفضل مقالة بحثية عن الاحتراف الطبي في تقدير التحيز الضمني والصريح بين المتخصصين في الرعاية الصحية والجراحين [26]

## عضوية
- 2011 إلى الوقت الحاضر: جمعية البحوث التربوية الأمريكية، عضو [3]
- 2017 إلى الوقت الحاضر؛ جمعية الجراحة الأكاديمية، لجنة المنشورات، عضو
- 2017 إلى الوقت الحاضر: SAGES ، WE R SAGES فرقة العمل، عضو
- 2018 إلى الوقت الحاضر: 500 امرأة في الطب، مؤسس مشارك؛ مستشار (2018-2019) [12]
- 2018 إلى الوقت الحاضر: الكلية الأمريكية للجراحين، زميل
- 2018 إلى الوقت الحاضر: الجمعية الأمريكية لجراحة الأيض وجراحة السمنة، لجنة الاتصالات للرئيس المشارك
- 2018 إلى الوقت الحاضر: جمعية التعليم الجراحي، مجموعة أبحاث تعليم الجراحة الجراحية
- 2018 إلى الوقت الحاضر: جراحة السمنة والأمراض ذات الصلة، المدير الإبداعي ومحرر مشارك
- 2018 إلى الوقت الحاضر: TIME'S UP Healthcare، عضو مؤسس [9] [10]
- 2019 إلى الوقت الحاضر: جمعية التعليم الجراحي، لجنة جوائز نائب الرئيس
- 2019 إلى الوقت الحاضر: جمعية الجراحة الغربية، عضو